# George Walker
George Walker (Lawrence, 1872 ou 1873 – 6 de janeiro de 1911) foi um vaudevillian americano, ator e produtor. Em 1893, em San Francisco, Walker aos 20 anos conheceu Bert Williams, que era um ano mais novo. Os dois jovens tornaram-se parceiros de atuação. Walker e Williams apareceram em diversos shows. Walker se casou com a dançarina Ada Overton, que mais tarde também foi coreógrafa.
Os dois homens abriram uma agência, The Williams and Walker Company, para apoiar atores afro-americanos e outros artistas, criar redes e produzir novos trabalhos.

## Vida pregressa
George W. Walker nasceu em 1873 em Lawrence, Kansas, filho de um policial e sua esposa. Ele começou sua carreira como um artista infantil, fazendo turnês em shows de menestrel e medicina negra.

### George Walker e Bert Williams

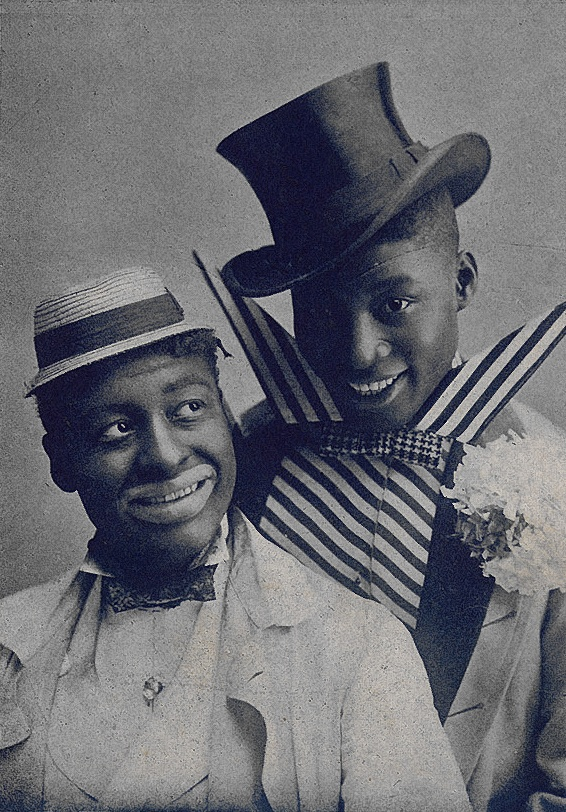
Williams & Walker

Walker e Bert Williams se tornaram duas das figuras mais proeminentes da era menestrel e uma dupla famosa. Eles se conheceram em 1893 em San Francisco e formaram um ato de vaudeville quando Walker tinha 20 anos. Bert Williams veio para os Estados Unidos ainda criança com seus pais das Bahamas e se tornou um artista de vaudeville.
As primeiras ambições de Bert Williams eram frequentar a Universidade de Stanford e se tornar um engenheiro. Como não tinha dinheiro para ir, trabalhou como garçom cantor em hotéis de São Francisco. George Walker havia se apresentado em shows de medicina itinerante antes de terminar em San Francisco e se juntar a Williams. Seu ato tornou-se popular nos teatros da Costa Oeste, onde os shows de menestréis eram chamados de vaudeville.
Ao mesmo tempo, duplas de artistas brancos se autodenominavam "coons" (termo depreciativo para negros) e apresentavam vaudeville em blackface. Williams e Walker decidiram se apresentar como os "Two Real Coons". Em 1896, eles apareceram em uma produção em Nova York chamada The Gold Bug no Casino Theatre. Foi uma temporada curta e a produção não recebeu boas críticas, mas eles foram contratados por outro teatro para uma temporada recorde de vinte e oito semanas. Durante esse tempo, eles popularizaram o cakewalk. Essa dança se tornou muito popular na alta sociedade de Nova York e se espalhou por todas as classes de brancos. Eles participaram de um "show beneficente para os pobres de Nova York" realizado em 9 de fevereiro de 1897 no Metropolitan Opera House, sua única aparição naquele teatro.
Quando Williams e Walker começaram a se apresentar juntos, eles queriam mudar a dinâmica do teatro. Mas eles também tinham que satisfazer a demanda do público, e o público era predominantemente branco. Passaram a apresentar a tradicional cakewalk, dança dos tempos da escravidão. Sabe-se que se baseou nas danças festivas da África Ocidental comumente executadas durante os festivais da colheita. Os casais formavam um círculo, passeavam, empinavam-se com baldes de água na cabeça ao som de banjos tocando e batiam palmas. O casal vencedor ganhava um bolo.
Quando Williams e Walker trabalharam com o cakewalk, "a dança tinha muitas variações e, em algumas, era aparentemente uma paródia cômica ligeiramente velada da postura pretensiosa de seus mestres e atitudes altivas". Depois que Williams e Walker introduziram essa dança em seu ato, o cakewalk começou a ser dançado em shows, exposições, concursos e salões de baile.
Os dois homens estavam interessados em incorporar temas e personagens africanos aos shows americanos. Essa oportunidade surgiu com a produção de In Dahomey. Williams e Walker se uniram ao compositor Will Marion Cook, libretista Jesse Ship e poeta/letrista Paul Laurence Dunbar para produzir a comédia musical, In Dahomey, o primeiro musical completo a estrear na Broadway, escrito e interpretado inteiramente por Blacks. Esta comédia musical teve toda a música original e foi apoiada por cenários e adereços. Ao contrário dos shows de vaudeville, ele tinha uma história completa do começo ao fim, embora as canções frequentemente fossem vagamente relacionadas a ela.
Williams e Walker trabalharam muito para produzir um teatro de qualidade. Eles queriam que seus cenários e figurinos fossem tão extravagantes quanto os dos teatros brancos. Eles também tinham ótima iluminação e adereços elaborados. Walker era o mais experiente em negócios dos dois e cuidava da maior parte das responsabilidades de gerenciamento de suas produções. O objetivo de Walker era elevar o profissionalismo no teatro negro.
Em 1908, Walker fundou The Frogs, uma organização para artistas profissionais afro-americanos. Era um lugar para os artistas negros se reunirem e socializarem para se conhecerem e criarem uma base de apoio. Sua organização realizava eventos que incluíam atos negros, jantares e danças. Eles encorajaram jovens artistas a alcançar um padrão de excelência em seu trabalho de palco.
A equipe produziu e estrelou mais duas peças de sucesso, In Abyssinia e seu show final, Bandanna Land (1907). Walker adoeceu e foi forçado a se aposentar do show business no meio da temporada de 1908-1909. 

## Morte
Durante uma turnê com Bandanna Land em 1909, Walker começou a gaguejar e sofrer perda de memória. Eram os sintomas da sífilis. Ele morreu em 6 de janeiro de 1911 e foi enterrado no Oak Hill Cemetery, em sua cidade natal, Lawrence, Kansas. 

## Contribuições
Walker se tornou mais do que um artista e foi considerado um líder de corrida. Ele fez muitas contribuições significativas por meio de seus shows e da gestão de sua The Williams and Walker Company. 

### Contribuições como artista
Como vaudevillians, Walker e Williams alcançaram o topo do teatro nacional apresentando-se na Broadway e além. O vaudeville era conhecido por seus artistas tocarem para o público, criando um ar de intimidade geralmente ausente no teatro legítimo.  Walker e Williams trouxeram um pouco dessa intimidade para In Dahomey (1903) e Bandanna Land (1907-1909). Eles lutaram contra o racismo e desafiaram estereótipos, além de ensinar o público branco sobre a cultura afro-americana. 
In Dahomey (1903) foi a primeira comédia musical com tema africano completo. Liderado por Bert Williams e George Walker, quebrou a linha de cores na Broadway. O musical conta a história de um grupo de afro-americanos que encontram um pote de ouro e se mudam para a África para se tornarem governantes do Daomé. A música do filme " Swing Along " capturou a mentalidade dos artistas negros. Nessa música, o discurso do dialeto encorajou o público negro a “viver com a cabeça erguida, com orgulho e alegria irradiando de seus olhos”, encorajou as pessoas a “seguirem”. 
Bandana Land (1907-1909)

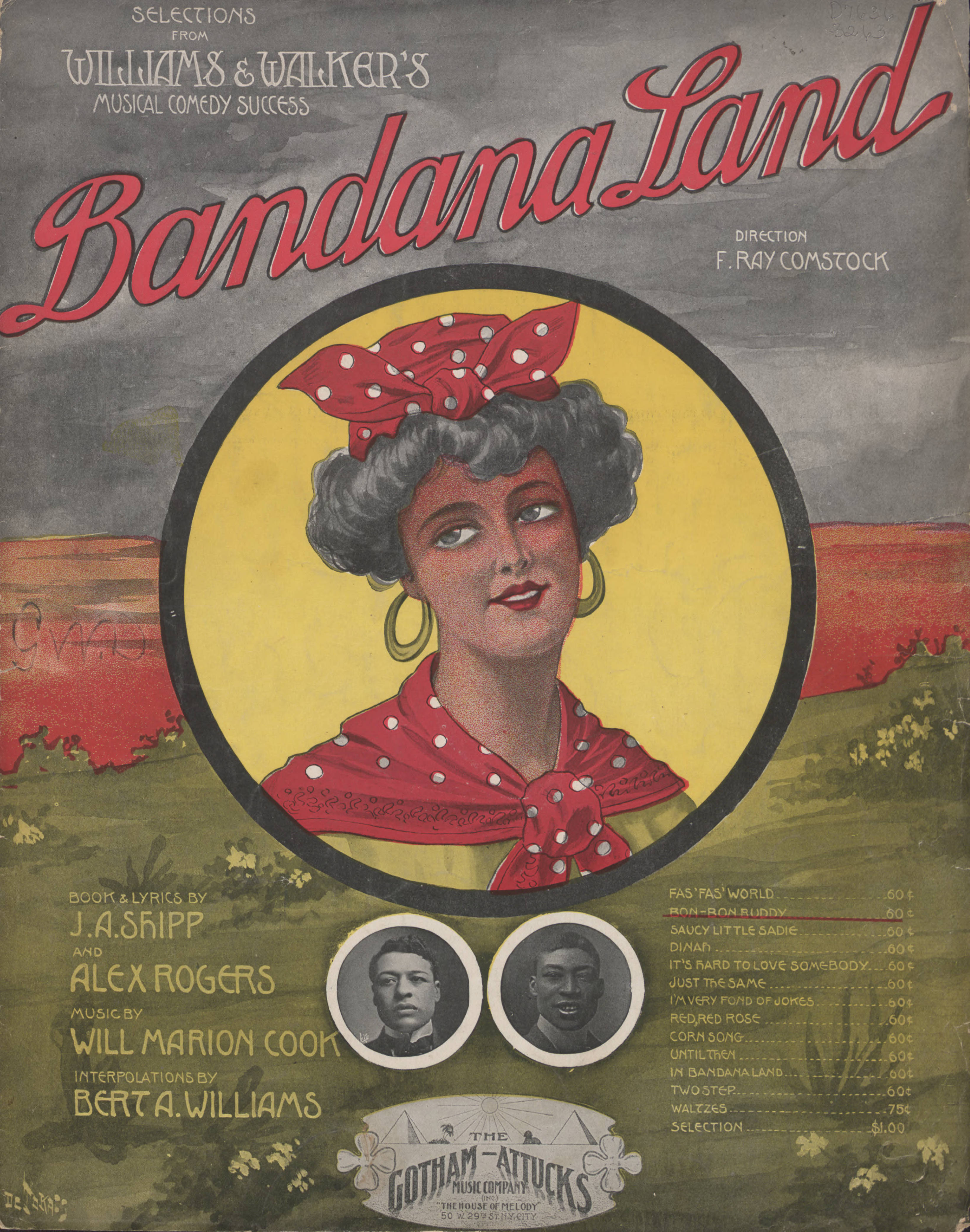
Cover da música "Bon Bon Buddy" que encerrou o Ato 2 do musical "Bandanna Land" de 1908. Bert Williams está na foto no canto inferior esquerdo; George Walker no canto inferior direito

A história é sobre corretores de imóveis afro-americanos enganando os brancos. Aproveitando-se dos medos dos brancos de um espaço público de propriedade e controle dos negros, a corporação imobiliária abriu um parque de diversões afro-americano. Segundo Sotiropoulos, embora a maioria dos críticos brancos comentasse sobre o “sabor negro” do programa, ou elogiasse sua “pitoresca paisagem rural” e “naturalidade”, eles não entenderam que a maior piada era sobre os brancos serem aproveitados devido à seu racismo. 
O sucesso fenomenal da The Williams and Walker Company dependia de ir além dos estereótipos, mas apenas na medida em que o público branco pudesse aceitar. A fronteira entre ultrapassar os limites e ser ofendido deve ser cuidadosamente manipulada no palco pelos artistas. Isso foi algo que os críticos negros apreciaram plenamente. 

### Contribuições como empresário
“Pensamos que, como parecia haver uma grande demanda por rostos negros no palco, faríamos tudo o que pudéssemos para conseguir o que sentíamos que nos pertencia pela lei da natureza.” -George Walker. 

#### Fornecendo um espaço de encontro para artistas negros
Depois que Williams e Walker se tornaram bem-sucedidos em Nova York com seu número de vaudeville de 1896, seu “primeiro movimento foi alugar um apartamento na Fifty-third Street, mobiliá-lo e abrir nossas portas para todos os homens de cor que possuíssem habilidade teatral e musical e ambição."  Eles queriam fornecer um espaço onde “todas as pessoas profissionais de cor pudessem se encontrar e trocar opiniões e se sentir perfeitamente em casa”, e seu próprio apartamento se tornou “a sede de todos os jovens artistas de nossa raça que foram atingidos pelo palco”.

#### Fornecendo empregos para artistas negros
Além de oferecer uma saída criativa para talentosos artistas negros americanos, The William and Walker Company apoiou seus artistas com pagamento. Eles colocam grande parte de seus ganhos em sua empresa, apoiando os atores, escritores, músicos, ajudantes de palco e o restante do pessoal que tornou sua empresa tão bem-sucedida.
Como disse Walker, “descobrindo quantas famílias isso sustentaria. Então veja o talento multifacetado que estamos empregando e incentivando. Agora, você nos vê à luz de uma instituição racial?” The New York Age o elogiou por criar “condições que fornecem cargos para escritores, compositores e artistas de cor - cargos que pagam grandes salários” e declarou que ele era “o comandante-chefe das forças teatrais de cor”.